# Gromada Bobrowniki (Powiat Tarnogórski)
Gromada Świerklaniec war eine Verwaltungseinheit in der Volksrepublik Polen zwischen 1954 und 1972. Verwaltet wurde die Gromada vom Gromadzka Rada Narodowa, dessen Sitz in Bobrowniki, heute gehört es zum Stadtteil Bobrowniki Śląskie-Piekary Rudne von Tarnowskie Góry, bestand und aus 27 Mitgliedern bestand.

Die Gromada Bobrowniki gehörte zum Powiat Tarnogórski in der Woiwodschaft Katowice (damals Stalinogród). Sie wurde gebildet aus den bisherigen Gromadas Piekary Rudne und Bobrowniki (ohne die Siedlungen Blachówka und Łazanówka) der aufgelösten Gmina Bobrowniki. Zum 31. Dezember 1964 wurden einige Gebiete aus dem Katasterbezirk Radzionków der Stadt Radzionków in das Powiat Tarnogórski eingegliedert.

Die Gromada Bobrowniki wurde im Zuge der Gebietsreform zum 31. Dezember 1972 aufgelöst.